# Debrecen
Debrecen er den næststørste by i Ungarn efter Budapest. Debrecen er hovedstad i Hajdú-Bihar-amtet. Byen har 201.704(2024) indbyggere.
Debrecen er en stor universitetsby med studerende fra hele verden.
Byen er hjemsted for en af Ungarns mest succesfulde fodboldklubber, Debreceni VSC.